# Elefántcsont

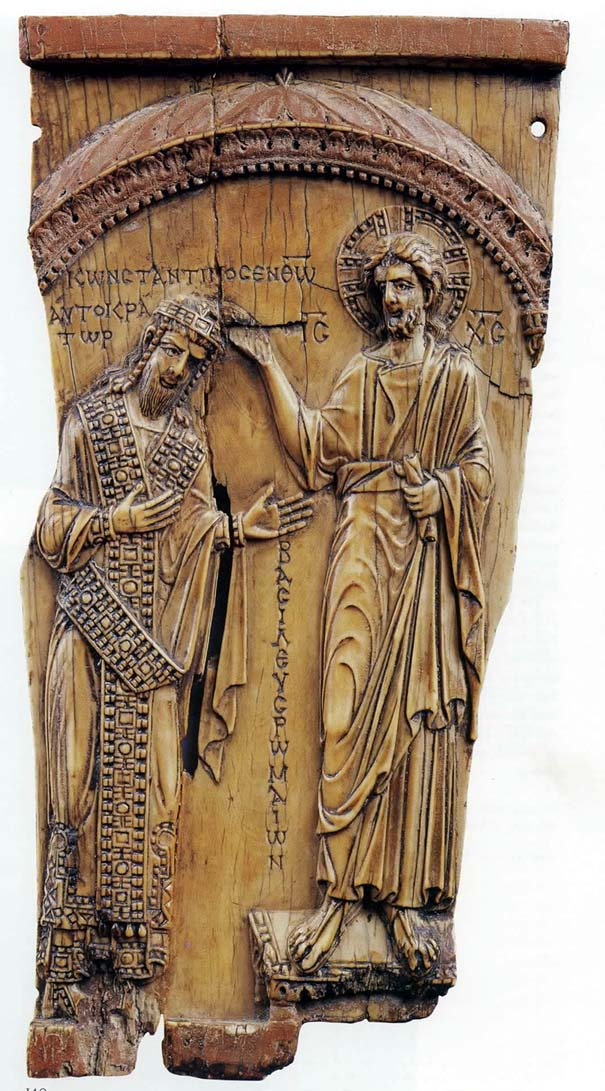
Az elefántcsont-faragvány VII. (Bíborbanszületett) Konstantin császár megkeresztelését ábrázolja

Az elefántcsont (vagy ivor) az indiai vagy afrikai elefántfélék agyaraiból, azaz specializált, fogzománcot nem, csak dentint tartalmazó metszőfogaiból nyert sárgásfehér színű, csekély átlátszóságú anyag. Az indiai elefántcsont csavarulatosabb, puhább, mint az afrikai, ezért ennek az értéke is kisebb. A legdrágább elefántcsont a Sziámból származó nehéz, vöröses színű, lágy és finom szemcséjű, áttetsző elefántcsont. A múltban először használati tárgyak anyaga volt, később egyre inkább dísztárgyak anyagává vált. Napjainkban a műanyagok kiszorították a használati tárgyak anyagai közül.

## Afrikai elefántcsont
Két csoportot különböztetünk meg az afrikai elefántcsontok között: a keleti- és a nyugati elefántcsontot. A nyugat-afrikai jobb minőségű, nyúlánkabb, kemény és finom szemcséjű, áttetsző, a sárgulásnak sokáig ellenáll. Tömege csak a legritkább esetben haladja meg a 30 kg-ot. A kelet-afrikai súlyban és fehérségben meghaladja a nyugatit, de nem olyan átlátszó. Átlagos tömege 50–54 kg. A legjobb minőségű afrikai elefántcsont a Gabon-folyó környékén, Ambrizban és az Egyenlítőtől délre fekvő területeken található. Ez a fajta sohasem barnul meg.

## Indiai elefántcsont
Az indiai elefántcsont manapság egyre ritkább, mivel az indiai elefánt vad állapotban meglehetősen ritka, fogságban pedig nem szaporodik. Mivel az ázsiai elefántcsont-szükséglet igen nagy volt, és Indiában a saját használatra elegendő mennyiséget sem tudták megtermelni, Kelet-Afrikából importáltak elefántcsontot.

## Ásott elefántcsont
Azokat az agyarakat, amelyeket a bennszülöttek ellenségeik elől rejtettek el barlangjaikban, ásott elefántcsontnak nevezzük. Ásott elefántcsontot azonban nemcsak Afrikában találhatunk, hanem akár Szibériában, a Léna folyó mentén is. Az itt talált csonthalmokból kiderül, hogy az elefántcsont már az ősidőkben is keresett cikk volt, azonban az ősember nem az elefánt, hanem a masztodon és a mamut agyarát hasznosította. Ezeknek az agyaroknak a tömege 65–75 kg közé tehető, tehát jóval súlyosabb a mai daraboknál. Azonban ezt kevésbé tudták hasznosítani, mivel ezeknek az agyaraknak csupán a harmada jó minőségű. A narvál agyara is felhasználható „elefántcsontként”. Az állat szarvát a középkorban varázsszerek alapanyagaként hasznosították, mivel az egyszarvú (unikornis) szarvának hitték, és igen nagy varázserőt tulajdonítottak neki. Ez az agyar keményebb és fényesebb az elefántcsontnál.

## Az elefántcsont mint nyersanyag a múltban

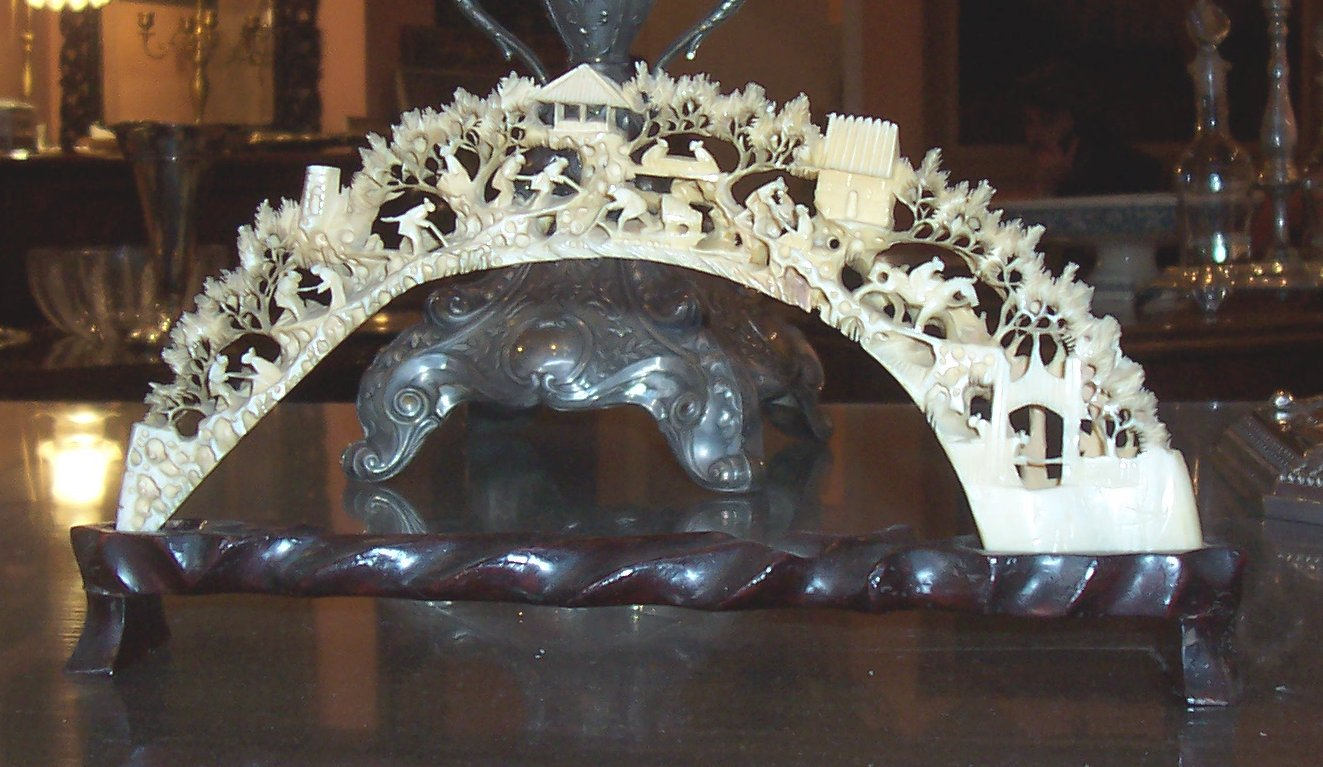
Aprólékosan megmunkált elefántcsont-dekoráció

Az elefántcsont már régen is igen nagy népszerűségnek örvendett a szoborkészítők között, mivel tömör, kemény, ámde mégis jól fűrészelhető, faragható, véshető, csiszolható anyagról van szó. Egyiptomi és asszíriai domborműveken is látható, amint a meghódított szerecsen népek küldöttei elefántcsonttal próbálják lekenyerezni az uralkodót. Izraelben, ahová a föníciaiak révén jutott el ez a nyersanyag, falak és bútorok kirakására hasznosították.
Homérosz két fő művében, az Iliaszban és az Odüsszeiában is említ elefántcsontból készült használati tárgyakat, fegyvereket. A görög művészet kezdeti korszakában készült Kypselos ládája, amelyet Pausaniás leírása szerint elefántcsont díszített. A chryselephantin szobrokon a test meztelen részeit formázták meg elefántcsontból, a többit aranyból. Ilyen szobrok többek között Parthenos Athena szobra Athénban, Zeusz szobra Olümpiában és Aphrodite Urania szobra Eliszben. Ezekben a művekben az a közös, hogy alkotójuk Pheidiasz. Az etruszkok és a rómaiak diptichonokat, jogarokat, és egyéb tárgyakat készítettek elefántcsontból.
A keresztény korban az elefántcsontművelés központja Bizánc volt. A Konstantin császár idejében készült szobrok nagy része elpusztult, azonban több diptichont is találtak ebből az időből. Ezek a művek igen fontosak voltak a keresztény szobrászat számára. Azonban nemcsak szobrokat készítettek belőle, hanem használati tárgyak díszítésére is használták őket (például ládákon, valamint Maximianus püspök 6. századi székén Ravennában). A 9. században az elefántcsont átjutott az Alpokon, azonban a helyi művészet még igencsak a bizánci hatás alatt állt. Később, a 9. század végén azonban már valamelyest önállósultnak volt mondható. Ezekben az országokban többek között ereklyeszekrényeket, házi oltárokat, szentek szobrait, püspöki botokat, ékszerszekrényeket, piperetárgyakat, kard- és tőrmarkolatokat, kürtöket, serlegeket és egyéb fegyver-, és bútordíszeket készítettek belőle. A 14. század környékén a közízlés elfordult az elefántcsonttól a fafaragványok felé, azonban ez nem volt hosszú életű, mivel a 16. században már ismét divatossá vált. A 18. századtól kezdve a kézi megmunkálást felváltotta az esztergályozás. Ebben a korszakban leginkább az elefántcsontra festett miniatűr arcképeket kedvelték.

## Az elefántcsont jelene
Az 1989-ben életbe lépett kereskedelmi tilalom próbált véget vetni az elefántok mészárlásának. Az Amerikai Egyesült Államokban csak a megfelelő dokumentumok és engedélyek birtokában engedélyezik az elefántcsont felhasználását, azonban az internet terjedésével kiterjedtek az illegális hálózatok, így sajnos sok országból beszerezhető a kívánt elefántcsontból készült tárgy. A TRAFFIC, a vadvilággal kapcsolatos kereskedelmi monitoringhálózat minden erőfeszítése ellenére is lehetetlen teljesen kiszűrni az illegális elefántcsontárusokat. Több internetes aukciós portálon, köztük a legnagyobb eBay-en is időről időre feltűnnek elefántcsontból készült tárgyak. A hálózatok vezetői megfoghatatlanok, hiszen manapság a legtöbb elefántcsontból készült cikket Kínában faragják, és akár 80 országon át vezet az útja az Egyesült Államokba, mialatt többször is gazdát cserélhet, mire végső tulajdonosához kerül. A TRAFFIC ügynökei a próbavásárlások alkalmával érdekes dolgokra bukkantak. Többek között arra, hogy az illegális tárgyakat „csontfaragvány” címkével látják el, és ha fennakad valamelyik ellenőrzésen, akkor újra elküldik a valószínűleg amerikai megrendelőnek.